# Aneb-Hetch

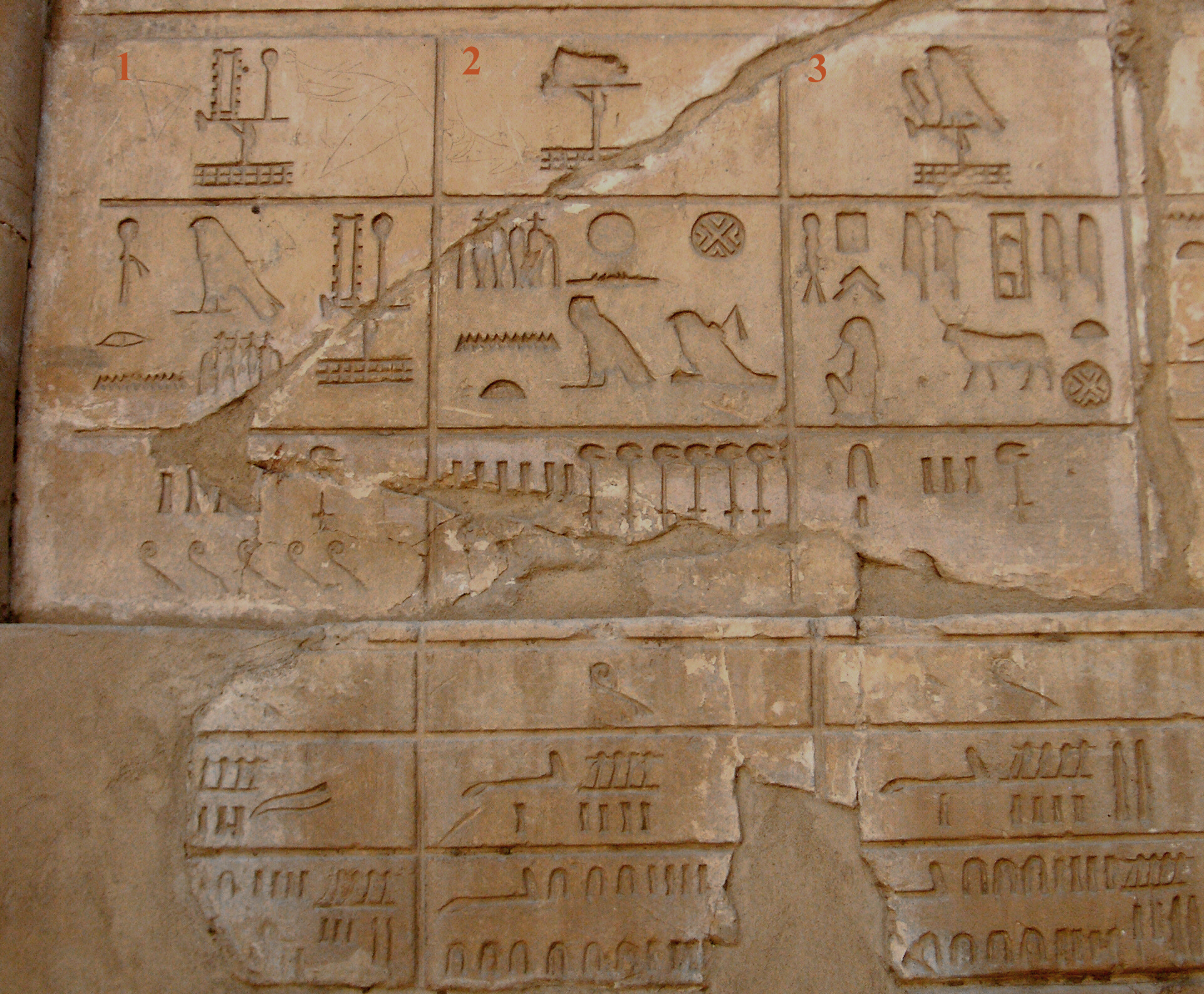
Aneb-Hetch, nomos 1 nella "cappella bianca" di Karnak

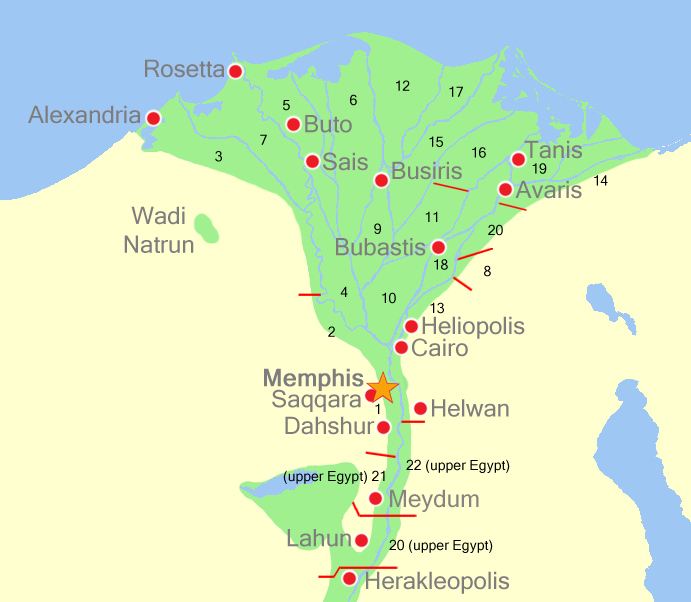
Mappa di tutti i nòmi del Basso Egitto

Aneb-Hetch (Mura Bianche, anche Inbu-Hedj, Fortezza Bianca) era uno dei 42 nòmi (divisioni amministrative) dell'Antico Egitto.
| O36 | T3 · R12 · N24 |

| O36 | T3 · R12 · N24 |

## Geografia
Aneb-Hetch fu uno dei 20 nòmi del Basso Egitto, quello denominato col codice 1.
Il distretto aveva una superficie di circa 1 cha-ta (2,75 ettari), e misurava circa 4 iteru (42 km) di lunghezza.
La sua Niwt (città principale) era Men-nefer (Menfi) (parte dell'attuale Mit Rahina), e conteneva anche Saqqara.

## Storia
Ogni nomo era governato da un nomarca (governatore provinciale) che rispondeva direttamente al faraone.
Ogni niwt aveva un Het net (tempio) dedicato alla divinità principale ed una Heqa het (residenza del nomarca).
La principale divinità cittadina era Horus, ma venivano adorati anche Api, Hathor, Iside, Nefertum, Ptah, Sokar e Sekhmet.
Oggi questa zona fa parte del governatorato di Helwan.